# Upper Elochoman
Upper Elochoman – jednostka osadnicza w Stanach Zjednoczonych, w stanie Waszyngton, w hrabstwie Wahkiakum.